# Lijst van voetbalinterlands Cuba - Curaçao
Deze lijst van voetbalinterlands is een overzicht van alle officiële voetbalwedstrijden tussen de nationale teams van Cuba en Curaçao. De landen speelden tot op heden vier keer tegen elkaar. De eerste ontmoeting was een groepswedstrijd tijdens de Caribbean Cup 2014 op 13 november 2014 in Montego Bay (Jamaica). Het laatste duel, een kwalificatiewedstrijd voor het Wereldkampioenschap voetbal 2022, vond plaats op 28 maart 2021 in Guatemala-Stad (Guatemala).

## Wedstrijden
| № | Plaats         | Datum            | Competitie           | Wedstrijd      | Uitslag |
| - | -------------- | ---------------- | -------------------- | -------------- | ------- |
| 1 | Montego Bay    | 13 november 2014 | Caribbean Cup 2014   | Curaçao – Cuba | 2 – 3   |
| 2 | Willemstad     | 10 juni 2015     | WK 2018 kwalificatie | Curaçao – Cuba | 0 – 0   |
| 3 | Havana         | 14 juni 2015     | WK 2018 kwalificatie | Cuba – Curaçao | 1 – 1   |
| 4 | Guatemala-Stad | 28 maart 2021    | WK 2022 kwalificatie | Cuba − Curaçao | 1 − 2   |

## Samenvatting
| Competitie      | Totaal gespeeld | Winst Cuba | Gelijk | Winst Curaçao | Doelsaldo Cuba – Curaçao |
| --------------- | --------------- | ---------- | ------ | ------------- | ------------------------ |
| WK-kwalificatie | 3               | 0          | 2      | 1             | 2 − 3                    |
| Caribbean Cup   | 1               | 1          | 0      | 0             | 3 − 2                    |
| Totaal          | 4               | 1          | 2      | 1             | 5 − 5                    |

Wedstrijden bepaald door strafschoppen worden, in lijn met de FIFA, als een gelijkspel gerekend.

## Details

### Eerste ontmoeting
| Caribbean Cup 2014 (scheidsrechter Wilson Da Costa, Montego Bay, 13 november 2014):                                                                                     |              | |
| Curaçao | 2 – 3        | Cuba |
| Prince Rajcomar 45' Gevaro Nepomuceno 69' | goals        | 15' Jorge Corrales 51' Yasmany López 90+5' Orisbel Leiva |
| Ingemar Pieternella | bondscoach   | Walter Benitez |
| Jairzinho Pieter Robertico Wall Shelton Martis Cuco Martina Quenten Martinus Luigino Hoyer Shanon Carmelia Jason Wall Prince Rajcomar Gevaro Nepomuceno Rihairo Meulens | opstellingen | Disovelis Guerra Yénier Márquez Renay Malblanche Yasmany López Hánier Dranguet Jorge Corrales Ariel Martínez Alberto Gómez Dayron Blanco Yoandir Puga Armando Coroneaux |
| Papito Merencia Gianluca Maria Ashar Bernardus | wissels      | Yannier Martínez Orisbel Leiva José Alfonso |
| - Debuut van Quenten Martinus (FC Botoşani) voor Curaçao. |              | |